# Karl Sigmund von Hohenwart
Karl Sigmund von Hohenwart  (* 12. Februar 1824 in Wien; † 26. April 1899 ebenda) war ein österreichischer Staatsmann aus der Krainer Adelsfamilie Grafen von Hohenwart.

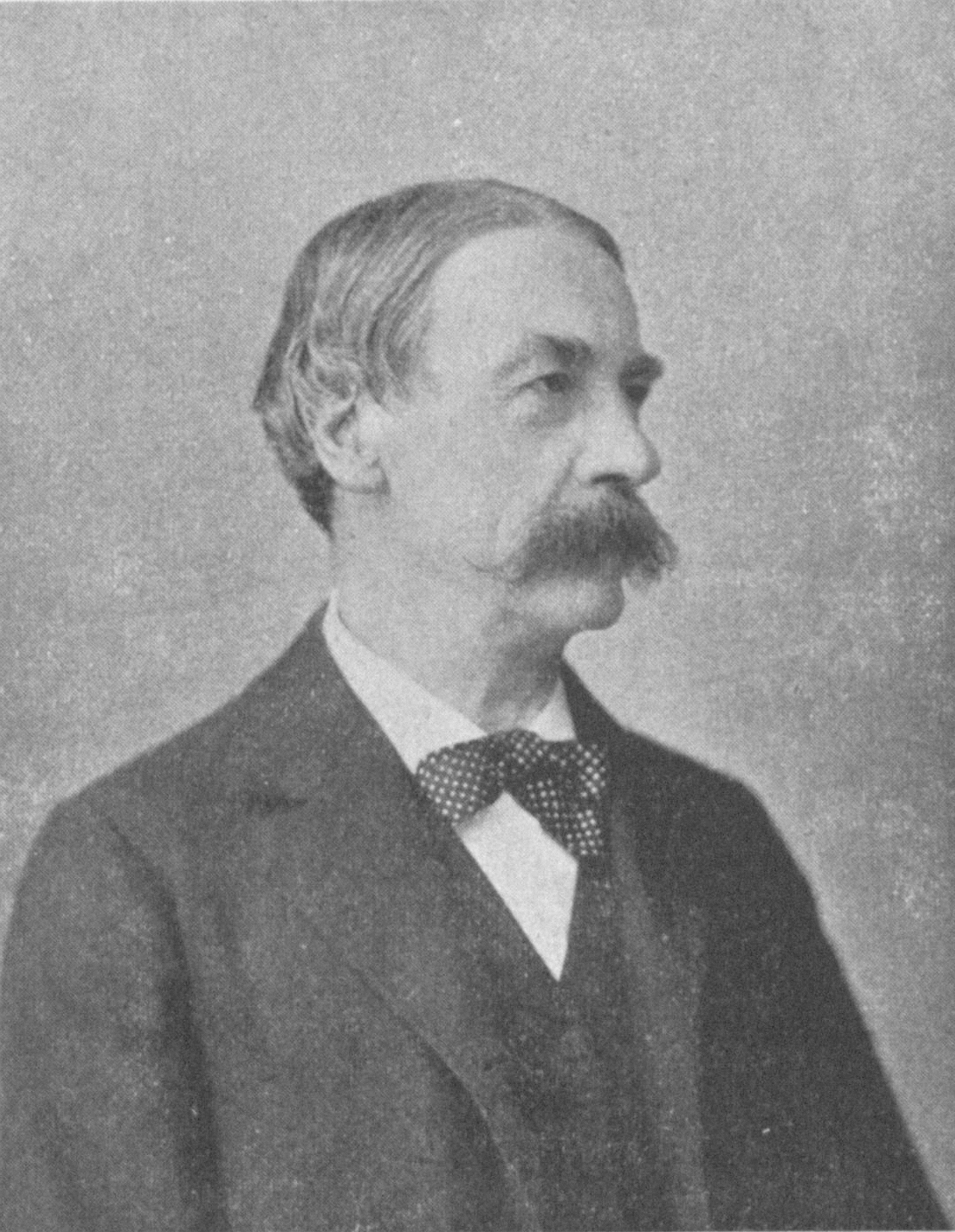
Karl Sigmund von Hohenwart
(von Josef Löwy, vor 1900)

## Leben
Karl Sigmund von Hohenwart, Graf von Gerlachstein war Sohn des Grafen Andreas von Hohenwart sowie Neffe und Erbe des in der Krain begüterten Grafen Franz Josef Hannibal Graf von Hohenwart und Großneffe von Sigismund Anton von Hohenwart, dem Erzbischof von Wien. Er ist als Führer der Föderalistischen Partei in Österreich zu Bedeutung gelangt.
Im Laufe seiner Beamtenlaufbahn wurde von Hohenwart Komitatsvorstand in Fiume, Landeschef in Kärnten, Statthalter in Oberösterreich und nach dem Sturz des zentralistischen Ministeriums Leopold von Hasner-Carl Giskra und nach kurzer Zwischenregierung Alfred Józef Potockis unerwartet 1871 als Ministerpräsident Leiter einer Regierung, in der sich Karl Habietinek, Albert Schäffle, Josef Jireček u. a. befanden.
Von Hohenwarts Regierung entwickelte einen Vorschlag, um die Struktur der Habsburgermonarchie zu reformieren, die Fundamentalartikel: Diese sahen vor, dass der böhmische Landtag die Oberhoheit des Reichsrates und seine Entscheidungsgewalt in Bezug auf Budgetrecht und Militär anerkannte, ansonsten aber weitgehende Gesetzgebungskompetenzen erhalten würde. Die tschechische und deutsche Sprache sollten gleichgestellt werden und Franz Joseph auch zum böhmischen König gekrönt werden. Dies hätte eine ähnliche Lösung bedeutet wie der Ausgleich mit Ungarn im Jahr 1867, der die staatsrechtliche Struktur der Doppelmonarchie begründete. Von Hohenwart gab den Landtagen der cisleithanischen Reichshälfte die Freiheit, ihre Wünsche und Interessen zum Ausdruck zu bringen: Der mährische Landtag stimmte dieser Regelung nur unter Bedingungen zu und der schlesische lehnte sie komplett ab. Ebenso lehnte die ungarische Regierung diesen Vorschlag rundheraus ab, weil sie um das Alleinstellungsmerkmal des Königreichs Ungarn fürchtete. Das Scheitern dieses Plans war Ursache der ebenso unerwarteten Entlassung seines Ministeriums im selben Jahr. Seitdem war Hohenwart im österreichischen Reichsrat Führer der „Rechtspartei“, welche durch ihre Koalition mit den Alttschechen und den Polen und die Bildung eines Exekutivkomitees, in dem von Hohenwart den Vorsitz hatte, die Majorität im Reichsrat erlangte. Hohenwart wurde im Jahr 1885 zum Präsidenten des obersten Rechnungshofs ernannt, der er bis zu seinem Tod blieb. 1891 gründete er den im Reichsrat politisch einflussreichen „Hohenwartklub“, der klerikale und konservative Abgeordnete böhmischer, deutscher, slowenischer, kroatischer, rumänischer und ruthenischer Herkunft vereinte.
Er wurde am Hütteldorfer Friedhof bestattet.

## Wappen

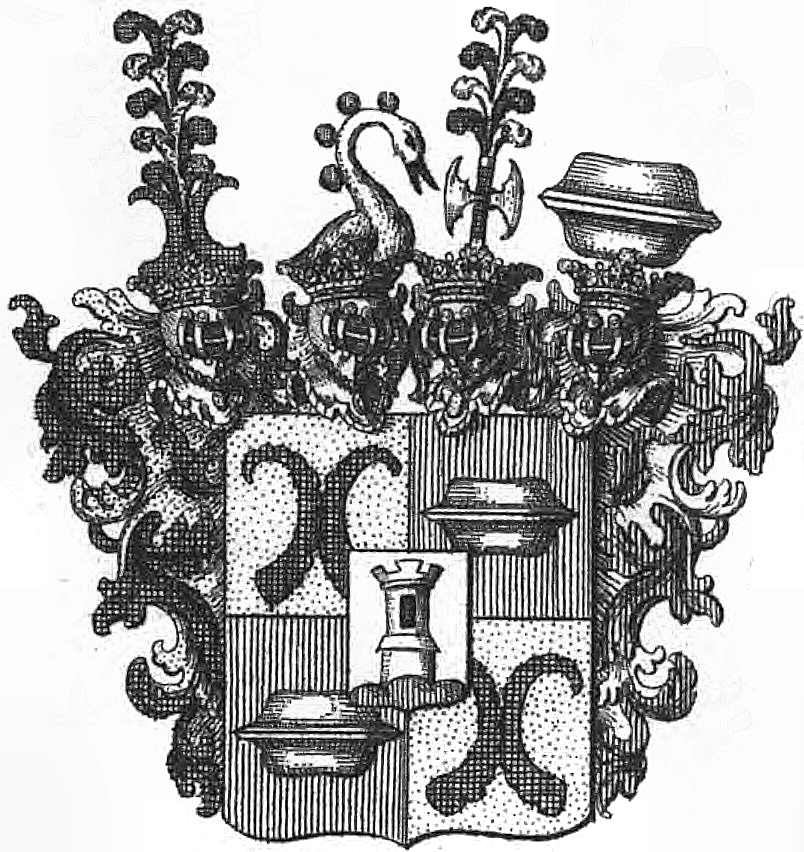
Wappen der Grafen von und zu Hohenwart

Quadrierter Schild mit Herzschild. Herzschild: In Silber auf rotem Dreihügel ein blauer, nach anderen ein silberner dreimal gezinnter Wartturm mit einer unter dem Gesimse eingeschlagenen länglichen Fensteröffnung. Hauptschild- 1 und 4 in Gold zwei aufrecht nebeneinander gestellte, oben mit den Spitzen auswärts gebogene Steinbockhörner; 2 und 3 in Rot zwei silberne Schüsseln, von denen die obere gestürzte die untere bedeckt. Den Schild decken vier gekrönte Helme. Auf dem rechten stehen die Hörner von 1 und 4, welche in fünf Reihen mit zehn schwarz und goldenen Straußenfedern von gewechselten Tinkturen besteckt sind. Aus dem zweiten Helme wächst ein einwärts sehender silberner Schwan mit schwarzem Schnabel, dessen Hals mit vier roten Kugeln besteckt ist. Auf dem dritten Helme steht eine doppelte Streitaxt an einem schwarzen, oben und unten mit Silber beschlagene Stiele, welcher in vier Reihen mit acht silbernen und schwarzen Straußenfedern von gewechselten Tinkturen besteckt ist. Auf dem linken stehen die Schüsseln von 2 und 3. Die Helmdecken sind rechts golden und schwarz, links rot und silbern.